# Olimpiada Nacional Escolar de Matemática
La Olimpiada Nacional Escolar de Matemática (ONEM), y desde 2025, Olimpiada Nacional Escolar de Matemática "Aceros Arequipa" es una olimpiada de matemática y una competencia peruana, organizada anualmente por el Ministerio de Educación de dicho país junto a la Sociedad Matemática Peruana, en la cual participan estudiantes de educación básica regular de secundaria de todo el país. La primera edición del concurso fue en el año 2004 como competencia por equipos, y a partir de 2005 la competencia sería individual e ininterrumpida a excepción de 2020, debido a la pandemia de covid-19. La ONEM consta de tres niveles y cuatro fases. La primera fase es de participación abierta y masiva, con cerca de 2 millones de participantes, mientras que en las etapas posteriores participan los ganadores de la etapa inmediatamente anterior.  
Desde 2021, la olimpiada viene recibiendo algunas modificaciones en su formato, una de las más notorias es la eliminación, en 2025, de la división por categorías —que permitía que instituciones públicas y privadas compitan por separado—, así como el retorno a la presencialidad de la Etapa Nacional en la Ciudad de Lima y la sustitución de su sistema de premiación por medallas por la entrega de premios electrónicos (laptops y smartphones) para todos los niveles, en adición a dos premios económicos de 15 mil y 50 mil soles para el Nivel 3. Esta modificación sustancial, que surge de la cooperación con elementos del sector privado como la Corporación Aceros Arequipa para el desarrollo de la competencia desde la XXI edición, ha sido recibida con opiniones divididas, principalmente por la desigualdad de competencia entre instituciones de gestión pública y de gestión privada en el país.[cita requerida]
De acuerdo al Minedu, tiene por objetivo contribuir al mejoramiento de los logros de aprendizaje de matemática en los estudiantes de educación secundaria, enfocándose en «el desarrollo del pensamiento lógico y la resolución de problemas complejos», así como de capacidades transversales al fomentar el intercambio estudiantil y la sana competencia, al igual que el resto de Concursos Educativos de dicho ministerio como la Feria Escolar de Ciencia y Tecnología "Eureka"  y el Premio de Narrativa y Ensayo "José María Arguedas".

## Historia
No existe mucha información en los medios acerca de las primeras ediciones de la ONEM. Sin embargo, un boletín de la Sociedad Matemática Peruana indica lo siguiente.

### Antes de la ONEM
Entre 2001 y 2003 se llevaron a cabo las únicas 3 ediciones de la Olimpiada Matemática Peruana, c/u con una participación total de apenas entre 800 y 1000 estudiantes, principalmente de ciudades de la costa, y algunas ciudades de la sierra. 

### I ONEM (2004)
La primera edición de la olimpiada actual contó con las 4 fases y los 3 niveles que hoy caracterizan al concurso. En lugar de ser una competición individual, surgió para entonces como una por equipos. Algunas empresas se sumaron al patrocinio como Kola Real, que donó 12 laptops para  los 3 equipos campeones (uno por nivel, cada equipo de 4 estudiantes).  No se conocen registros verídicos que identifiquen a tales equipos o su institución educativa de origen, convirtiendo a dicha edición en la única cuya relación de ganadores de la Etapa Nacional es lost media.

### Primeros años (2005-2007)
EN 2005 y desde entonces la competición pasó a ser individual como el resto de olimpiadas matemáticas (si bien se pueden consideran equipos, por ejemplo, por país, en el conteo de medallas o puntaje total, cada uno tiene un puntaje independiente). Estas ediciones fueron realizadas con normalidad y tuvieron entre un millón y medio y dos millones de estudiantes (en contraste con la reducida difusión de la olimpiada primitiva celebrada de 2001 a 2003), número que se mantuvo bastante similar hasta 2024.
Estas ediciones tuvieron como ganadores, respectivamente por etapas, a 4 estudiantes, 2 estudiantes de cada categoría, lo que indicaba el primer cuadro de rangos, y 2 estudiantes de cada categoría; en cada nivel y en cada jurisdicción. Dicho formato tendría modificaciones cronológicamente en ediciones posteriores hasta llegar al actual. La primera fase tenía 20 preguntas, formato que se mantuvo hasta 2019 con la única diferencia de presentar 1 punto en contra por cada marca incorrecta.

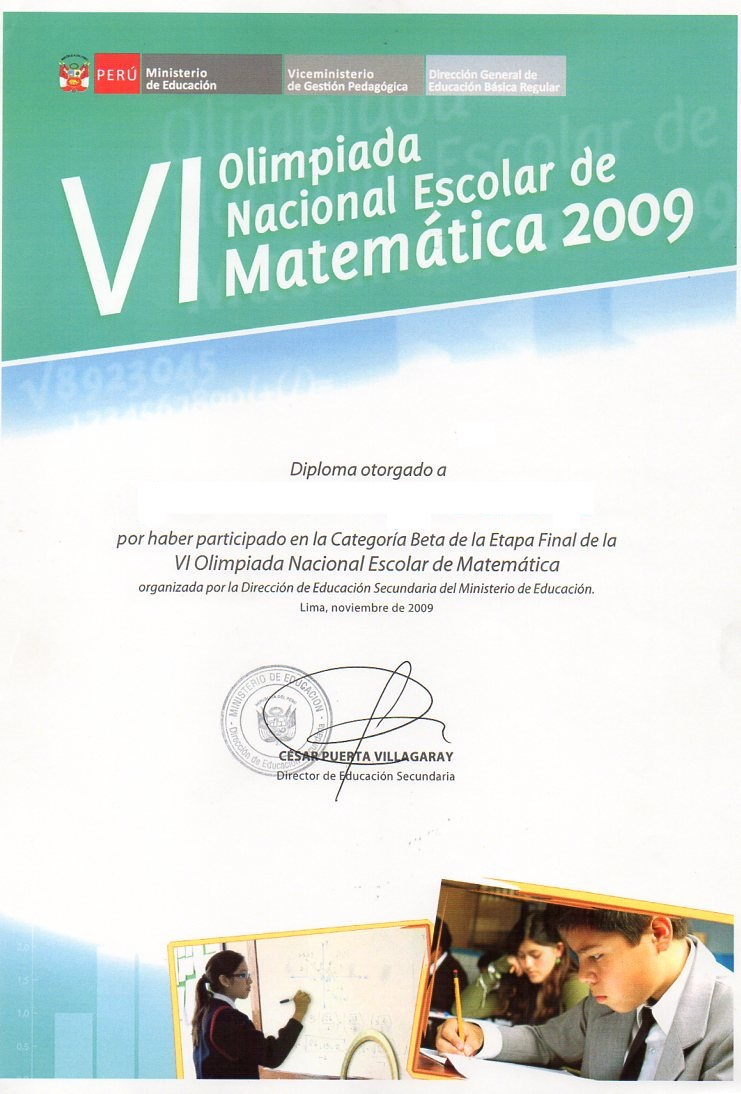
Diploma característico de las primeras ediciones (2009), otorgado a los participantes de la fase final de la ONEM.

## Categorías, niveles y fases

### Categorías
Desde 2025, la ONEM cuenta con una sola categoría de participación que engloba a los estudiantes de secundaria de todas las instituciones educativas (IIEE)  públicas y privadas del país que ofrecen Educación Básica Regular. Anteriormente existían dos categorías: alfa para IIEE públicas y beta para IIEE privadas, que se enfrentaban a las mismas pruebas y las mismas preguntas, pero sus órdenes de mérito eran independientes.

### Niveles
La educación básica regular en el Perú consta de inicial (3 grados), primaria (6 grados) y secundaria (5 grados). La ONEM es para estudiantes de secundaria y se divide en los siguientes tres niveles:
- Nivel 1: Estudiantes de 1° y 2° grado
- Nivel 2: Estudiantes de 3° y 4° grado
- Nivel 3: Estudiantes de 5° grado

La prueba es distinta para cada nivel, además cada estudiante compite solo con los que son del mismo nivel.

### Etapas o Fases
El concurso consta de cuatro etapas, históricamente conocidas como Fases 1, 2, 3 y 4. En cada una se aplica una prueba idéntica y simultánea a nivel nacional. Las pruebas y órdenes de mérito se detallan en la sección Formato. En la XXI edición (2025), de forma similar a los otros Concursos Educativos del MINEDU, las etapas que la conforman son las siguientes:

#### Etapas eliminatorias
Son las 3 primeras etapas, y sirven tanto para realizar premiaciones a nivel local y regional, como para definir los clasificados a las siguientes etapas.
Etapa IE: Se desarrolla en la propia IE. Por cada colegio participante, compite el alumnado de secundaria en su totalidad, declarando ganadores 4 estudiantes por nivel de la siguiente manera: en escuelas mixtas, las dos primeras mujeres y los dos primeros varones en el orden de mérito; y en escuelas unigénero, quienes ocupen los 4 primeros puestos en el orden de mérito. A nivel nacional, en 2025 participaron cerca de 3 millones de estudiantes, superando el pronóstico dado; con una participación de alrededor de 1 800 000 alumnos el año anterior.
Etapa UGEL: Se desarrolla a nivel de las UGEL de cada jurisdicción o quien haga sus veces (así, a menudo, las zonas que al no pertenecer a ninguna se administran directamente por su DRE/GRE son consideradas una UGEL adicional). Para cada UGEL, enfrenta a todos los estudiantes de la jurisdicción que resultaron ganadores de la primera etapa, definiendo de entre ellos a su vez a cuatro ganadores por nivel.
Previamente, cada UGEL tenía a 5 ganadores por nivel repartidos entre alfa y beta. Sin embargo, en esta edición (2025) existe una única categoría, lo que significa que a partir de esta etapa, los colegios públicos y privados se enfrentan entre sí y con un único orden de mérito, en contraste con otros años.
Etapa Regional o Etapa DRE: Se desarrolla a nivel de las Direcciones o Gerencias Regionales de Educación (DRE/GRE). En cada una de las 26 regiones, enfrenta a todos los estudiantes de la jurisdicción que fueron ganadores de la segunda etapa, definiendo de entre ellos a su vez a un número de ganadores que varía en cada región en función de su población estudiantil y de acuerdo con el siguiente cuadro; mismos que clasificarán a la etapa nacional.
| Rango 1               | Rango 2               | Rango 3                | Rango 4                |
| 2 por nivel           | 3 por nivel           | 4 por nivel            | 5 por nivel            |
| --------------------- | --------------------- | ---------------------- | ---------------------- |
| 1. Amazonas           | 1. Áncash             | 1. Arequipa            | 1. Lima Metropolitana  |
| 2. Apurímac           | 2. Ayacucho           | 2. Cajamarca           |                        |
| 3. Huancavelica       | 3. Callao             | 3. Cuzco               |                        |
| 4. Madre De Dios      | 4. Huánuco            | 4. Junín               |                        |
| 5. Moquegua           | 5. Ica                | 5. La Libertad         |                        |
| 6. Pasco              | 6. Lima Provincias    | 6. Lambayeque          |                        |
| 7. Tacna              | 7. Loreto             | 7. Piura               |                        |
| 8. Tumbes             | 8. San Martín         | 8. Puno                |                        |
| 9. Ucayali            |                       |                        |                        |
| 2 x 3 = 6 estudiantes | 3 x 3 = 9 estudiantes | 4 x 3 = 12 estudiantes | 5 x 3 = 15 estudiantes |

Fuente: Ministerio de Educación.

#### Final
Etapa Nacional: Es la Final, estando a cargo de forma directa del Ministerio de Educación, Aceros Arequipa y las demás organizaciones asociadas. En la ceremonia de presentación del concurso, se anunció que luego de 6 años se retomará el desarrollo de la final presencialmente en la Ciudad de Lima, así como diversas novedades como la entrega de premios a los ganadores; desde smartphones y laptops hasta dos premios económicos de S/. 15 000 y S/. 50 000; y mochilas, sourvenirs y diplomas de forma de general. Posteriormente, se anunció como sede de la prueba al Centro Vacacional Huampaní, hogar del Colegio Mayor Secundario Presidente del Perú - COAR Lima; mismo que albergará a los 237 estudiantes y sus docentes asesores durante varios días.

## Formato

### Características de la prueba
En cada etapa, se somete a una prueba a todos los estudiantes participantes, diferenciada por nivel, con una duración de 2 horas (para las 3 primeras fases) y 4 horas (para la etapa nacional). En ninguna de las etapas se cuenta con alternativas o preguntas de opción múltiple, lo que elimina la posibilidad de marcar al azar. Las 3 etapas eliminatorias tienen un formato similar, mientras la etapa final tiene un formato bastante diferenciado.

#### Etapas eliminatorias
Las pruebas de estas tres etapas consisten de 10 preguntas c/u, donde cada pregunta vale 10 puntos y no hay puntos en contra.
- En las Etapas IE y UGEL, consiste de 10 preguntas sin alternativa (la respuesta es un entero positivo) distribuidas de la siguiente manera: a cada competencia de matemática del Currículo Nacional le corresponde dos preguntas, y las 2 preguntas restantes combinan varias de estas competencias.[6]
- En la Etapa Regional, consiste de 10 preguntas con estilo cercano a olimpiadas internacionales; de las cuales 8 son preguntas sin alternativas (la respuesta es un entero positivo), y 2 son preguntas abiertas.[6]

Dichas respuestas numéricas se escriben a mano (preferiblemente con lapicero) en la hoja de respuestas.

#### Etapa Nacional
Consiste de 4 situaciones donde el estudiante debe escribir los procedimientos seguidos en un cuadernillo, ya sea el desarrollo y justificación paso a paso de una respuesta o la demostración de un resultado, los cuales constituyen su solución a ser calificada minuciosamente por varios especialistas y el jurado principal. Este es el formato característico de las olimpiadas de matemática, como la Olimpiada Internacional de Matemática o la Nacionales de otros países.  La solución a cada problema se puntúa entre 0 y 25 puntos, obteniendo puntaje tanto por un avance parcial como total, con un máximo de 100, cuando la solución dada a los 4 problemas sea precisa y sin omisiones.

### Clasificación

#### Descentralización de las etapas eliminatorias
En las  etapas eliminatorias, como se explicó anteriormente, la competencia está dividida por jurisdicciones, esto significa lo siguiente:
- Cada jurisdicción (es decir, cada IE en la Etapa IE, cada UGEL en la Etapa UGEL, o cada región en la Etapa Regional) tiene una competencia independiente al resto de jurisdicciones. Dicha competencia se subdivide a su vez en los tres niveles, y de cada nivel la jurisdicción emite un orden de mérito hasta 5 días después de la toma de prueba que define a los ganadores de la misma. De modo que un estudiante compite con, y solo con los estudiantes que cumplen estas 3 condiciones: clasificaron a dicha fase, y son de su misma jurisdicción y nivel. A pesar de esta división, la prueba se toma en simultáneo a nivel nacional y la prueba es idéntica (diferenciada en cada nivel) en todas las jurisdicciones.[nota 3][23]

En la etapa nacional se contempla una sola jurisdicción de ámbito nacional, es decir una sola competencia dividida entre los 3 niveles, cada uno de ellos define un orden de mérito (en total, tres órdenes), que define el lugar que ocupa cada estudiante en esta final nacional.

#### Orden de mérito y avance a la siguiente etapa
El orden de mérito ordena a los estudiantes de un mismo nivel de forma descendente, en función del puntaje obtenido en la prueba de la etapa respectiva. En las etapas eliminatorias, los estudiantes que ocupen la posición de ganadores avanzan a la siguiente etapa, siempre y cuando no obtengan un puntaje de 0 puntos (descalificatorio) y hayan sido registrados de forma oportuna por la comisión de su jurisdicción, donde los empates se resuelven por los siguientes criterios (en ese orden):
1. Tiempo de ejecución contado desde el inicio de la prueba hasta la entrega de la hoja de respuestas por parte del estudiante, en orden ascendente
2. Puntaje obtenido en la prueba de desempate en orden descendente entre los estudiantes en cuestión, cuando el desempate se requiera para definir a los ganadores (se programará la toma de dos ejercicios extras)
3. Tiempo de ejecución en dicha prueba de desempate  en orden ascendente entre los estudiantes en cuestión, cuando el desempate se requiera para definir a los ganadores

En la etapa nacional no se consideran estos criterios y los empates se resuelven por el jurado.

## Premiación
Los premios entregados a los ganadores múltiples de cada etapa y nivel.
| Orden de Mérito                                                                              | Estudiante |
| -------------------------------------------------------------------------------------------- | --- |
| Ganadores de la Etapa IE Dos hombres y Dos mujeres (mixto) Cuatro                            | - La entrega de premios e incentivos está a cargo de su propia institución educativa. - Clasifican a la etapa UGEL |
| Ganadores de la Etapa UGEL Cuatro                                                            | Los premios de las etapas anteriores, además - Como reconocimiento a su talento, si están en la edad de postular a un COAR podrán hacerlo sin necesidad de quedar en los primeros 10 puestos en las calificaciones de su colegio, el cual muchas veces es un impedimento para postular. - La UGEL entrega diplomas y resoluciones en una ceremonia, tanto a los estudiantes como a sus docentes asesores. - La entrega de premios e incentivos adicionales a los estudiantes y sus docentes asesores puede darse a criterio de cada UGEL, IE u otras entidades. - Clasifican a la etapa Regional |
| Ganadores de la Etapa Regional Dos (rango 1) Tres (rango 2) Cuatro (rango 3) Cinco (rango 4) | Los premios de las etapas anteriores, además - Clasifican a la etapa Nacional. - En esa línea, tanto los estudiantes como sus docentes asesores obtendrán el financiamiento de forma íntegra del transporte de desde su localidad hacia Lima, alimentación, sourvenirs y estadía durante 5 días en el Centro Vacacional Huampaní, en los que participarán tanto en la prueba de la Etapa Nacional y la ceremonia de premiación como en otras actividades. - Los estudiantes obtienen puntos adicionales para la postulación a Beca 18, Beca Hijo de Docentes, entre otras del Pronabec; como condición priorizable, por haber clasificado a la etapa nacional de uno de los Concursos Educativos del MINEDU; cuando cumplan los requisitos para postular a las mismas en cualquiera de sus modalidades. Dichos puntos pueden incrementarse si posteriormente son declarados ganadores en dicha etapa. - Las DRE/GRE entregan diplomas y resoluciones en una ceremonia, tanto a los estudiantes como a sus docentes asesores. - La entrega de premios e incentivos adicionales a los estudiantes y sus docentes asesores puede darse a criterio de cada DRE/GRE, UGEL, IE u otras entidades. |

### Participantes de la Etapa Nacional
Los premios de las etapas anteriores, además
En la ceremonia de premiación de la Etapa Nacional se hará reconocimiento y premiación a cerca de 500 personas entre estudiantes y docentes de forma general, asimismo se declara ganadores a 72 estudiantes (24 por nivel) con premios y estímulos adicionales a los ya mencionados.

### Ganadores de la Etapa Nacional
Los premios de las etapas anteriores y por su participación en la etapa nacional, además

#### Primeros 4 puntajes
Los primeros 4 puntajes de cada nivel son todos considerados como el primer puesto a nivel nacional en la ONEM-AA de dicho año, así tanto el estudiante que los ocupe como su docente asesor e IE son distinguidos como tales. Además, dependiendo del nivel y cuál de las 4 posiciones ocupa en específico, reciben los siguientes premios.
| Orden de mérito | Estudiante                                                  | Estudiante           | Estudiante                                                          | Docente asesor (todos los niveles)           |
| Orden de mérito | Nivel 1                                                     | Nivel 2              | Nivel 3                                                             | Docente asesor (todos los niveles)           |
| --- | ----------------------------------------------------------- | -------------------- | ------------------------------------------------------------------- | -------------------------------------------- |
| 1.° | 1 laptop y medalla de oro, trofeo de primer lugar (IE)      | Igual que el nivel 1 | S/50 000 y medalla de oro, trofeo de primer lugar (IE)              | 1 tablet, medalla de oro y resolución        |
| 2.° | 1 tablet y medalla de oro, trofeo de primer lugar (IE)      | Igual que el nivel 1 | S/15 000 y medalla de oro, trofeo de primer lugar (IE)              | 1 smartphone, medalla de oro y resolución    |
| 3.° | 1 smartphone y medalla de oro, trofeo de primer lugar (IE)  | Igual que el nivel 1 | 1 laptop y medalla de oro (estudiante), trofeo de primer lugar (IE) | 1 kit educativo, medalla de oro y resolución |
| 4.° | 1 smartphone y medalla de oro , trofeo de primer lugar (IE) | Igual que el nivel 1 | 1 smartphone y medalla de oro, trofeo de primer lugar (IE)          | 1 kit educativo, medalla de oro y resolución |
| Total: 4 x 3 = 12 estudiantes, docentes e IIEE - Los 12 estudiantes reciben puntos adicionales en Becas del PRONABEC, esta vez como Ganadores - El color indica clasificación a la Olimpiada Matemática Rioplatense, si Perú participa dicho año |                                                             |                      |                                                                     |                                              |

#### Puntajes del 5.° al 12.°
Los 8 puntajes indicados son todos considerados como el segundo puesto a nivel nacional en la ONEM-AA de dicho año, así tanto el estudiante que los ocupe como su docente asesor e IE son distinguidos como tales, además de recibir de forma general los siguientes premios:
| Orden de Mérito | Estudiante                                     | Estudiante           | Estudiante           | Docente asesor (todos los niveles) |
| Orden de Mérito | Nivel 1                                        | Nivel 2              | Nivel 3              | Docente asesor (todos los niveles) |
| --- | ---------------------------------------------- | -------------------- | -------------------- | ---------------------------------- |
| 5.° al 12.° | Medalla de plata, trofeo de segundo lugar (IE) | Igual que el nivel 1 | Igual que el nivel 1 | Medalla de plata y resolución      |
| Total: 8 x 3 = 24 estudiantes, docentes e IIEE - Los 24 estudiantes reciben puntos adicionales en Becas del PRONABEC, esta vez como Ganadores |                                                |                      |                      |                                    |

#### Puntajes del 13.° al 24.°
Los 12 puntajes indicados son todos considerados como el tercer puesto a nivel nacional en la ONEM-AA de dicho año, así tanto el estudiante que los ocupe como su docente asesor e IE son distinguidos como tales, además de recibir de forma general los siguientes premios:
| Orden de Mérito | Estudiante                                     | Estudiante           | Estudiante           | Docente asesor (todos los niveles) |
| Orden de Mérito | Nivel 1                                        | Nivel 2              | Nivel 3              | Docente asesor (todos los niveles) |
| --- | ---------------------------------------------- | -------------------- | -------------------- | ---------------------------------- |
| 13.° al 24.° | Medalla de bronce, trofeo de tercer lugar (IE) | Igual que el nivel 1 | Igual que el nivel 1 | Medalla de bronce y resolución     |
| Total: 12 x 3 = 36 estudiantes, docentes e IIEE - Los 36 estudiantes reciben puntos adicionales en Becas del PRONABEC, esta vez como Ganadores |                                                |                      |                      |                                    |

Cabe indicar que un mismo docente puede asesorar a varios estudiantes y obtener los respectivos premios de c/u, asimismo una IE puede recibir más de un trofeo.

#### Premios adicionales
Al igual que en las otras etapas, los ganadores de la etapa nacional pueden recibir premios adicionales por parte de su DRE/GRE, UGEL, IE u otra entidad; dependiendo de las mismas.

## Medallero por regiones

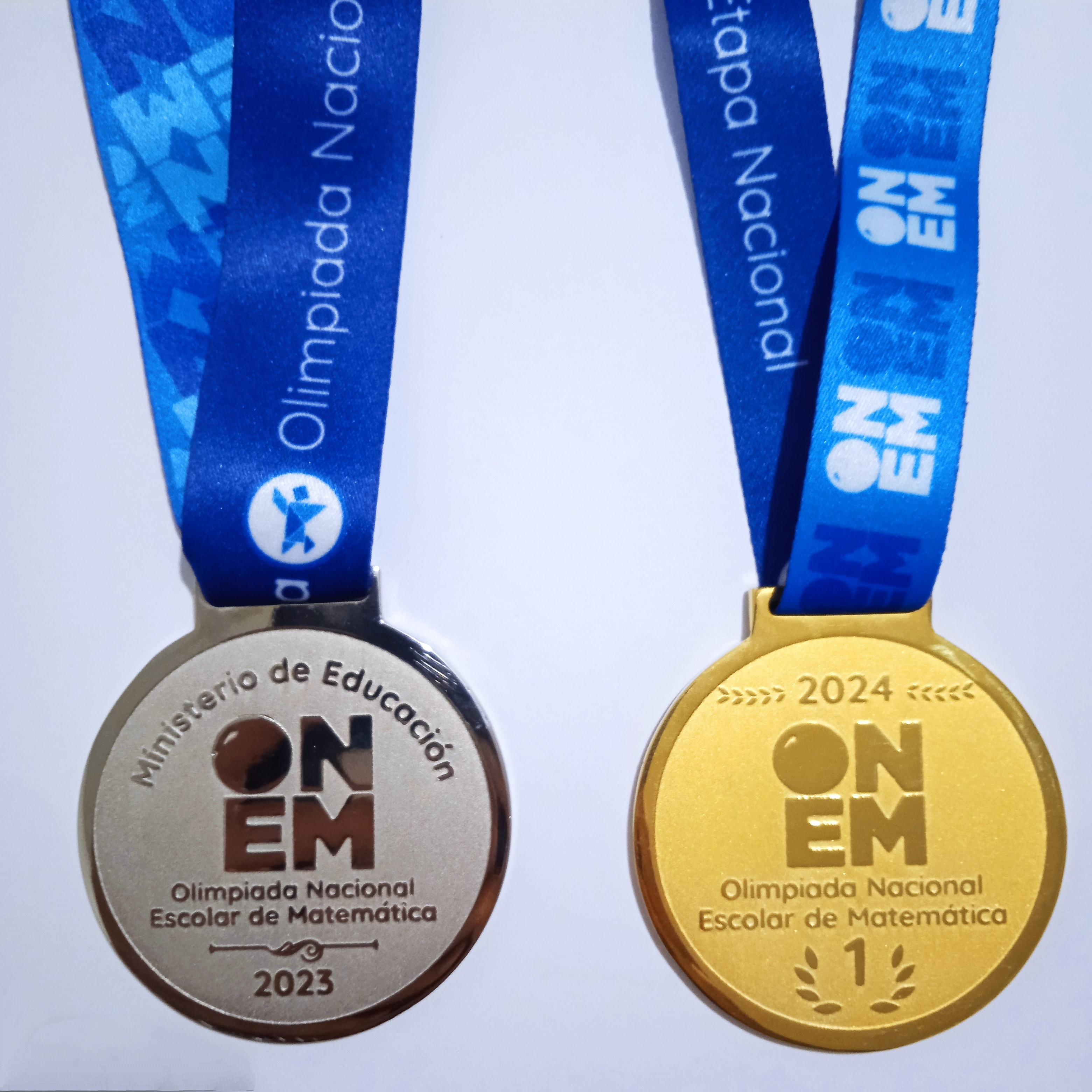
Medallas de oro y plata otorgadas en la final de las ediciones más recientes.

Antes de la colaboración con Aceros Arequipa, las medallas eran el atractivo principal de la olimpiada. La entrega de estas se daba en la cuarta fase (final), a cargo del Ministerio de Educación, para premiar a los mejores puntajes, de forma adicional a los diplomas de participación entregados de forma genérica. Hasta 2010 solo recibían medallas los dos o tres primeros puestos de cada categoría y nivel, a partir de la edición siguiente (2011) y hasta 2024 se otorgaron medallas en cada nivel de la siguiente manera (la parte en rojo representa a su vez la premiación actual con una única categoría): 
| Medalla | Categoría Alfa          | Categoría Alfa           | Categoría Beta        | Categoría Beta         |
| Medalla | 2019-2024               | 2011-2018                | 2019-2024             | 2011-2018              |
| ------- | ----------------------- | ------------------------ | --------------------- | ---------------------- |
| Oro     | 4 (1.° al 4.° lugar)    | 3 (1.° al 3.° lugar)     | 2 (1.° y 2.° lugar)   | 3 (1.° al 3.° lugar)   |
| Plata   | 8 (5.° al 12.° lugar)   | 6 (4.° al 9.° lugar)     | 4 (3.° al 6.° lugar)  | 6 (4.° al 9.° lugar)   |
| Bronce  | 12 (13.° al 24.° lugar) | 9.° (10.° al 18.° lugar) | 6 (7.° al 12.° lugar) | 9 (10.° al 18.° lugar) |
| Total   | 24 x 3 = 72             | 18 x 3 = 54              | 12 x 3 = 36           | 18 x 3 = 54            |

Fuente: Ministerio de Educación.

### Medallero
- Actualizado hasta la XX edición, 2024.[n 2]

| Puesto              | DRE/GRE             | Total | Total | Total  | Categoría Alfa | Categoría Alfa | Categoría Alfa |
| Puesto              | DRE/GRE             | Oro   | Plata | Bronce | Oro            | Plata          | Bronce         |
| ------------------- | ------------------- | ----- | ----- | ------ | -------------- | -------------- | -------------- |
| 1                   | Lima Metropolitana  | 75    | 80    | 49     | 27             | 38             | 25             |
| 2                   | Ica                 | 26    | 29    | 36     | 24             | 18             | 19             |
| 3                   | Callao              | 25    | 20    | 18     | 4              | 11             | 13             |
| 4                   | La Libertad         | 19    | 40    | 56     | 2              | 12             | 18             |
| 5                   | Puno                | 13    | 24    | 48     | 9              | 14             | 23             |
| 6                   | Lambayeque          | 12    | 28    | 30     | 15             | 14             | 29             |
| 7                   | Junín               | 9     | 36    | 46     | 6              | 16             | 27             |
| 8                   | Lima Provincias     | 9     | 21    | 24     | 2              | 0              | 8              |
| 9                   | Cusco               | 7     | 16    | 27     | 7              | 15             | 23             |
| 10                  | San Martín          | 6     | 2     | 11     | 6              | 2              | 9              |
| 11                  | Arequipa            | 5     | 32    | 49     | 4              | 25             | 27             |
| 12                  | Tacna               | 5     | 10    | 23     | 5              | 7              | 10             |
| 13                  | Ancash              | 4     | 22    | 32     | 4              | 12             | 16             |
| 14                  | Cajamarca           | 3     | 30    | 34     | 2              | 17             | 21             |
| 15                  | Pasco               | 3     | 3     | 10     | 3              | 3              | 3              |
| 16                  | Moquegua            | 2     | 3     | 18     | 2              | 3              | 13             |
| 17                  | Apurímac            | 2     | 2     | 19     | 2              | 2              | 8              |
| 18                  | Huancavelica        | 2     | 2     | 14     | 0              | 8              | 16             |
| 19                  | Loreto              | 2     | 0     | 17     | 3              | 10             | 16             |
| 20                  | Ayacucho            | 1     | 18    | 29     | 0              | 12             | 15             |
| 21                  | Huánuco             | 1     | 12    | 28     | 2              | 2              | 11             |
| 22                  | Madre De Dios       | 1     | 7     | 6      | 1              | 6              | 5              |
| 23                  | Tumbes              | 1     | 6     | 18     | 1              | 1              | 6              |
| 24                  | Ucayali             | 1     | 2     | 14     | 1              | 1              | 7              |
| 25                  | Piura               | 0     | 20    | 36     | 0              | 13             | 20             |
| 26                  | Amazonas            | 0     | 3     | 10     | 0              | 2              | 8              |
| Total (26 regiones) | Total (26 regiones) | 234   | 468   | 702    | 132            | 264            | 396            |

Fuente: Ministerio de Educación.
1. 1 2 3 4  La jurisdicción de la DRE Lima Provincias corresponde a la del departamento de Lima, excepto la provincia de Lima, esta última corresponde a la DRE Lima Metropolitana.
2. ↑  Se consideran los resultados desde la VII edición (2011), pues desde entonces se realiza una premiación del tipo olímpica.